# Neurodiversitet

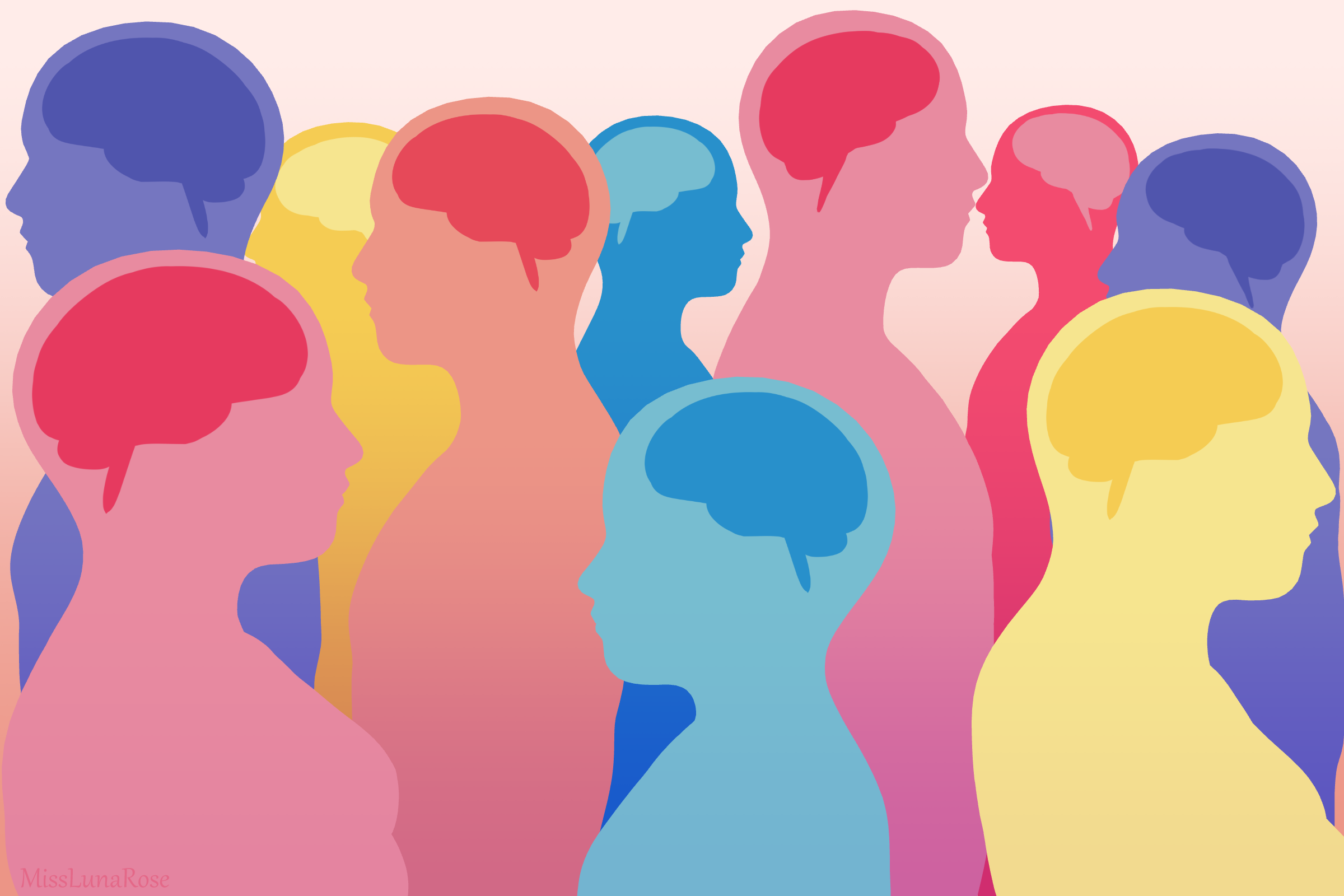
Framställning av den naturliga neurologiska mångfalden hos människor.

Neurodiversitet är den naturliga variation som förekommer i den mänskliga hjärnan i fråga om socialt beteende, inlärning, uppmärksamhet, humör och andra mentala funktioner i icke-patologisk mening. Termen myntades 1998 av sociologen Judy Singer, som populariserade begreppet tillsammans med journalisten Harvey Blume. Termen ansågs utmana vissa rådande föreställningar om att problem med dessa neurologiska funktioner skulle vara patologiska i sig. De som använder termen tenderar att förorda den sociala funktionsvariationsmodellen, där istället samhällsproblem ses som en viktig, om inte den viktigaste, bidragande faktorn till problemen i fråga. Denna uppfattning är särskilt populär inom neurodiversitetsrörelsen, där personer som blivit diagnosticerade med exempelvis ADHD,  autism och så vidare, organiserar sig för samhällelig förändring. I kontrast till förment "korrigering" av deras "defekter".

## Historia
Ordet neurodiversitet myntades av Judy Singer, en samhällsvetare som har beskrivit sig själv som "troligen någonstans på det autistiska spektrumet."  Hon använde termen i sin sociologiska avhandling som publicerades 1999. Termen representerade ett steg bort från tidigare teorier som enligt ett långt mönster i psykiatrin la skulden för barn med avvikande beteenden på modern till barnet. Ordet trycktes först i en artikel av Harvey Blume i The Atlantic i september 1998.